# آندرس گواردادو
خوزه آندرس گواردادو ارناندز (اسپانیایی: José Andrés Guardado Hernández‎؛ زاده ۲۸ سپتامبر ۱۹۸۶) یک بازیکن فوتبال اهل مکزیک است. در تابستان سال ۲۰۰۶، گمانه زنی‌های مطبوعاتی مختلفی گواردادو را به چندین تیم سری آ و رئال مادرید مرتبط کرد، اما دپورتیوو لاکرونیا سریعاً اقدام کرد و با پیشنهادی به مبلغ ۷ میلیون یورو میزان ۷۵ درصد حقوق وی را مطرح ساحت که اطلس این پیشنهاد را پذیرفت و انتقال در ۷ ژوئیه ۲۰۰۷ نهایی شد واین  انتقال او را به گرانترین بازیکن مکزیکی در یک نقل و انتقال در تاریخ تبدیل کرد.